# Lesión (derecho civil)
Lesión es el perjuicio que experimenta una persona cuando ejecuta ciertos actos jurídicos, y que resulta de la desigualdad existente entre la ventaja obtenida y el sacrificio hecho para obtenerla.

## Concepto
¨La lesión es el daño económico que experimenta una persona en contratos bilaterales (sinalagmáticos) perfectos de carácter oneroso y conmutativo por haber desproporción entre la prestación y la contraprestación de la otra parte, siempre y cuando se haya aprovechado de la ignorancia, ligereza, inexperiencia o estado de necesidad de la parte perjudicada.¨(MACHICADO).
La lesión, en Derecho civil, es una institución jurídica según la cual, las prestaciones podrán modificarse o extinguirse de acuerdo a dos factores, uno psicológico y otro objetivo. En cuanto al psicológico se considera como un vicio del consentimiento, el cual evita la contratación en circunstancias similares porque una de las partes se coloca en los supuestos de suma ignorancia, notoria inexperiencia o extrema necesidad. El elemento objetivo, es el monto de las prestaciones, su excesiva onerosidad, la notable diferencia entre lo que se da y lo que se recibe.
La lesión únicamente puede darse en los contratos conmutativos y onerosos. Esta figura jurídica no existe en el Derecho mercantil.

## Fundamento legal
"El artículo 17 del Código Civil Federal mexicano dicta: "Cuando alguno, explotando la suma ignorancia, notoria inexperiencia o extrema miseria del otro, obtiene un lucro excesivo que sea evidentemente desproporcionado a lo que él por su parte se obliga, el perjudicado tiene derecho de pedir la rescisión del contrato, y de ser ésta imposible la reducción equitativa de su obligación, más el pago de los correspondientes daños y perjuicios."